# NGC 7068
NGC 7068 é uma galáxia espiral (S?) localizada na direcção da constelação de Pegasus. Possui uma declinação de +12° 11' 04" e uma ascensão recta de 21 horas, 26 minutos e 32,3 segundos.
A galáxia NGC 7068 foi descoberta em 7 de Novembro de 1863 por Albert Marth.